# Teodora Kantakouzene (gospa)
Teodora Kantakouzene (Θεοδώρα Καντακουζηνή) (? – nakon 1381.) bila je grčka plemkinja i žena turskog sultana Orhana, a kći cara Ivana VI. i carice Irene Asanine te sestra Marije, Mateja i Helene.
U Turskoj je znana kao Maria Hatun („gospa Marija“).
U siječnju 1346. god. Teodora je zaručena za Orhana, za kojeg se udala iste godine. Nakon što je spavala s njim, rodila mu je sina, princa Halila.
Ostala je kršćanka, a muž joj je bio musliman. Aktivno je podupirala kršćane u Osmanskom Carstvu.
Halil je oženio svoju sestričnu Irenu.

## Naslovi
- Princeza (carevna) Bizanta
- Gospa Marija